# Gunze Classic
Gunze Classic (lub też Gunze Open) – profesjonalny turniej tenisowy, rozgrywany w kilku miastach Japonii, w latach 1973–1981, ale od edycji w 1979 roku stał się tylko turniejem pokazowym, którego wyniki nie były wliczane do oficjalnych statystyk. Oficjalne miejsce turnieju w kalendarzu rozgrywek zajął od 1978 roku Emeron Cup.

## Mecze finałowe

### Gra pojedyncza
| Rok  | Mistrzyni           | Finalistka          | Wynik            |
| 1981 | Andrea Jaeger       | Tracy Austin        | 3:6, 6:3, 7:6(7) |
| 1980 | Martina Navrátilová | Pam Shriver         | 7:5, 6:3         |
| 1979 | Martina Navrátilová | Tracy Austin        | 6:1, 6:1         |
| 1978 | Tracy Austin        | Martina Navrátilová | 6:1, 6:1         |
| 1977 | Billie Jean King    | Martina Navrátilová | 7:5, 5:7, 6:1    |
| 1976 | Chris Evert         | Sue Barker          | 6:2, 7:6         |
| 1975 | Chris Evert         | Françoise Durr      | 6:2, 6:4         |
| 1974 | Chris Evert         | Rosie Casals        | 6:0, 6:2         |
| 1973 | Billie Jean King    | Nancy Richey-Gunter | 6:4, 6:4         |

### Gra podwójna
| Rok  | Mistrzynie                           | Finalistki                     | Wynik                      |
| 1981 | Pam Shriver Wendy Turnbull           | Andrea Jaeger Billie Jean King | 6:7, 6:1, 6:4              |
| 1980 | Billie Jean King Martina Navrátilová | Rosie Casals Wendy Turnbull    | 6:3, 6:1                   |
| 1979 | Rosie Casals Martina Navrátilová     | Tracy Austin aura duPont       | 6:4, 3:6, 6:3              |
| 1978 | Martina Navrátilová Betty Stöve      | Tracy Austin Kathy May         | 4:6, 7:6, 6:3              |
| 1977 | Turniej nie był rozgrywany           | Turniej nie był rozgrywany     | Turniej nie był rozgrywany |
| 1976 | Sue Barker Ann Kiyomura              | Rosie Casals Françoise Durr    | 4:6, 6:3, 6:1              |
| 1975 | Rosie Casals Françoise Durr          | Jeanne Evert Olga Morozowa     | 6:3, 6:3                   |
| 1974 | Rosie Casals Lesley Hunt             | Julie Heldman Kazuko Sawamatsu | 6:3, 6:4                   |
| 1973 | Turniej nie był rozgrywany           | Turniej nie był rozgrywany     | Turniej nie był rozgrywany |